# Qiao Yunping
Qiao Yunping (乔云萍S; 13 settembre 1968) è un'ex tennistavolista cinese.

## Carriera
All'apice della carriera ha conquistato la medaglia d'argento nella gara del doppio alle Olimpiadi di Atlanta 1996.